# Сасквач, легенда про Бігфута
«Сасквач, легенда про Бігфута» (англ. Sasquatch, The Legend of Bigfoot) — американський псевдодокументальний фільм жахів 1975 року, знятий режисером Едом Рагозіно з Джорджем Лорісом, Стівом Бургадіном і Джимом Бредфордом у головних ролях. Він розповідає про групу дослідників, які протягом літа шукають міфічну істоту Бігфут. Його розповсюдило North American Film Productions, Oregon Ltd.

## Сюжет
Диктор з вигаданої організації North American Wildlife Research, розташованої в штаті Орегон, розповідає про історичні свідчення існування Бігфута, включаючи знаменитий Фільм Паттерсона-Гімліна, а також повідомляє про майбутню експедицію своєї організації. Прогнавши статистичні дані через сучасні комп'ютери, організація визначила місце на півночі Британської Колумбії як найбільш вірогідне для безперешкодного проживання популяції Бігфута. У надії підтвердити існування цієї істоти і отримати фінансування для подальших досліджень феномена, була організована експедиція.
Серед членів команди-Чак Еванс, керівник експедиції; Барні Снайп, кухар; Джош Бігсбі, досвідчений слідопит, який все життя провів у густих лісах; доктор Пол Маркхем, авторитетний антрополог і фахівець з пошуку Бігфута; Техка Блекхок, провідник з числа корінних американців, що дає цінні знання про те, на які ознаки слід звертати увагу при пошуку Бігфута; Боб Вернон, цинічний нью-йоркський фотограф, який бере участь в експедиції тільки тому, що йому платить за зйомку газета, що фінансує експедицію.
Коли експедиція наближається до призначеного місця призначення, вони виявляють високі дерева, зламані навпіл, до яких не дотягнутися людині. Спека говорить їм, що бігфут використовує цей знак для позначення своєї території, і, увійшовши в долину, екіпаж знаходить більше слідів і таборує. Вони встановлюють систему розтяжок по периметру і виставляють спостережних пунктів. Команда зазначає, що Того вечора в лісі було страшно тихо, і незабаром після настання темряви сталося неминуче. Починають включатися численні датчики, табір піддається нападу, і ми чуємо той же нав'язливий виття, що і раніше. Поки дозорні намагаються прицілитися зі своїх рушниць з транквілізаторами, в них з усіх боків летять великі камені і гілки. Пол Маркхем отримує травму від одного з каменів, а одне з примарних істот вторгається в табір і знищує більшу частину обладнання для спостереження. Зрештою нападників вдалося злякати, і коли світало, команда змогла як слід розглянути руйнування. Навколо табору багато слідів, але жодних ознак мертвої чи пораненої Бігфута. На даний момент літо майже закінчилося, і зимові шторми насуваються, тому команда збирає речі і вирушає в довгу подорож назад до цивілізації. У фінальній сцені камера робить широкий знімок команди, що від'їжджає, демонструючи мальовничий вид на долину та навколишні гори. Під час заключних титрів ми бачимо великий силует, схожий на людину, такий же, як на рекламних плакатах фільмів, який дивиться в камеру з вершини пагорба, повільно повертається і йде.

## У ролях
| Рік |  | Українська назва | Оригінальна назва | Роль |
| --- |  | ---------------- | ----------------- | ---- |